# Mimogonia marquesi
Mimogonia marquesi – gatunek chrząszcza z rodziny kusakowatych i podrodziny Osoriinae.

## Taksonomia
Gatunek opisany został w 2013 roku przez Urlicha Irmlera i nazwany na cześć Marineza Isaaka Marqueza, który odłowił okazy typowe.

## Opis
Ciało długości 1,9 mm, rudobrązowe z tylnym brzegiem pokryw czarnym, nadustkiem żółtym, a odnóżami i czułkami nieco jaśniej rudymi. Oczy duże, nieco wyłupiaste. Skronie długości ¼ oka. Mikrorzeźba głowy siateczkowata, umiarkowanie głęboka. Drugi człon czułków kulisty i nieco krótszy niż stożkowaty trzeci, czwarty kwadratowy, a przedostatni dwukrotnie szerszy niż długi. Przedplecze o tylnym obrzeżeniu prawie równoległym lub nieco zwężonym ku przednim kątom. Uszczecione punkty głęboki i gęsto rozmieszczone. Mikrorzeźba siateczkowata, głębsza i wyraźniejsza niż na głowie. Pokrywy o uszczecinionych punktach jak na przedpleczu, lecz rzadziej rozmieszczonych, a mikrorzeźbie siateczkowatej jeszcze głębszej niż na przedpleczu. Edeagus duży z S-kształtnym wierzchołkiem. Jego wewnętrzna krawędź z długim rzędem małych, krótkich żłobków. Endophallus spiralny z długim ramieniem wierzchołkowym sięgającym płatka środkowego.

## Występowanie
Gatunek znany wyłącznie z regionu Pantanal w brazylijskim stanie Mato Grosso.